# Iwan Sergejewitsch Jarygin
Iwan Sergejewitsch Jarygin (russisch Иван Сергеевич Ярыгин; * 11. Juli 1948 in Ust-Kamsas, Oblast Kemerowo; † 11. Oktober 1997 bei Neftekumsk) war ein sowjetischer Ringer.

## Werdegang
Iwan Jarygin wuchs in Sisaja, Region Krasnojarsk, auf. Er besuchte dort die Schule und spielte hauptsächlich Fußball. Nach der Schule ging er nach Abakan und machte eine Ausbildung zum Kraftfahrer. Inzwischen hatte er sich zu einem kräftigen jungen Mann entwickelt und begann mit dem Ringen auf einer Ringer-Schule. Später gehörte er Trud Krasnojarsk an. Sein erster Trainer war W.I. Charkow. Nachdem er mit 22 Jahren im Jahr 1970 erstmals sowjetischer Meister im Schwergewicht (bis 100 kg Körpergewicht), Freistil, wurde, wurde er in die sowjetische Nationalmannschaft berufen und bei den Europameisterschaften 1970 in Berlin eingesetzt, wo er jedoch wegen einer Niederlage gegen den routinierten Ahmet Ayık aus der Türkei mit dem zweiten Platz vorliebnehmen musste. Sein Trainer war nun Dmitri Mindiaschwili. Bei den Olympischen Spielen 1972 in München besiegte er sechs Gegner in der Rekordzeit von 7 Minuten und 20 Sekunden und gewann die Goldmedaille. 1976 folgte eine zweite Goldmedaille, die er in Montreal gewann. Nach 1980 beendete Iwan Jarygin seine Laufbahn als aktiver Ringer. Er besuchte die Pädagogische Universität in Krasnojarsk und wurde 1981 Cheftrainer der sowjetischen Nationalstaffel der Freistilringer. In der schwierigen Zeit der politischen Wende in der Sowjetunion 1991/92 wurde er zum Präsidenten des russischen Ringer-Verbandes gewählt. Er kam am 11. Oktober 1997 bei einem Autounfall in der Nähe von Neftekumsk in der Region Stawropol ums Leben. Ihm zu Ehren veranstaltet der russische Ringerverband alljährlich das Ringerturnier Iwan Jarygin, bei dem sich jedes Jahr ein großer Teil der Weltelite der Freistilringer trifft. Für seine Verdienste um den Ringersport wurde er im September 2010 in die FILA International Wrestling Hall of Fame aufgenommen.

## Internationale Erfolge
| Jahr | Platz | Wettbewerb                           | Gewichtsklasse | Ergebnisse |
| 1969 | 1.    | Intern. Turnier in Minsk             | Schwer         | vor Bondiaschwili, UdSSR und Raimow, Bulgarien |
| 1970 | 2.    | EM in Berlin                         | Schwer         | mit Siegen über Wasil Todorow, Bulgarien, Karel Engel, CSSR, Attila Balogh, Ungarn, Gerd Bachmann, DDR und einer Niederlage gegen Ahmet Ayık, Türkei |
| 1971 | 1.    | Großer Preis von Grusinien in Tiflis | Schwer         | vor Larry Kristoff, USA und Pschowrenkow, UdSSR |
| 1971 | 1.    | "Iwan-Kolew"-Memorial in Jambol      | Schwer         | vor Choorloogin Bajanmönch, Mongolei und Alahettin Yildirim, Türkei                                                                                  |
| 1972 | 1.    | EM in Kattowitz                      | Schwer         | mit Siegen über Bruno Jutzeler, Schweiz, Leif Norström, Schweden, Alahettin Yildirim, Wasil Todorow, Gerd Bachmann und Enache Panait, Rumänien       |
| 1972 | Gold  | OS in München                        | Schwer         | mit Siegen über Alahettin Yildirim, Gerd Bachmann, Harry Geris, Kanada, Abolfazl Anvari, Iran, Enache Panait und Chorloogiin Bajanmönch, Mongolei    |
| 1973 | 1.    | Welt-Cup in Toledo/USA               | Schwer         | vor Russell Hellickson, USA und Claude Pillon, Kanada                                                                                                |
| 1973 | 1.    | WM in Teheran                        | Schwer         | mit Siegen über Dimitar Nekow, Bulgarien, József Csatári, Ungarn, Harald Büttner, DDR, James Dushen, USA und Yasunari Akiyama, Japan                 |
| 1973 | 1.    | Universiade in Moskau                | Schwer         | vor Bak Detrich, USA und Dimitar Stankow, Bulgarien                                                                                                  |
| 1974 | 2.    | EM in Madrid                         | Schwer         | mit Siegen über József Csatári, Enache Panait, Petr Drozda, CSSR, Edward Zmudziejewski, Polen und einer Niederlage gegen Harald Büttner              |
| 1975 | 1.    | EM in Ludwigshafen am Rhein          | Schwer         | mit Siegen gegen Mehmet Tepe, Türkei, Edward Zmudziejewski, Dimo Kostow, Bulgarien, Petr Drozda und trotz einer Niederlage gegen Harald Büttner      |
| 1976 | 1.    | Welt-Cup in Toledo/USA               | Schwer         | vor R. Sookkhtsarat, Iran und Gregory Wojchiechowski, Polen                                                                                          |
| 1976 | 1.    | EM in Leningrad                      | Schwer         | mit Siegen über Hans Ziegler, DDR, Mehmet Güclü, Türkei, Dimo Kostow und Petr Drozda                                                                 |
| 1976 | 1.    | Pokal von Georgien in Tiflis         | Schwer         | vor Pawel Kurczewski, Polen und Lasarow, Bulgarien                                                                                                   |
| 1976 | Gold  | OS in Montreal                       | Schwer         | mit Siegen über Petr Drozda, Daniel Vernik, Argentinien, Russell Hellickson, USA, Dimo Kostow und Harald Büttner                                     |
| 1977 | 1.    | Welt-Cup in Toledo/USA               | Schwer         | vor Harold Smith, USA, Steve Daniar, Kanada und Yoshiaki Yatsu, Japan                                                                                |
| 1978 | 2.    | Großer Preis von Georgien in Tiflis  | Schwer         | hinter Lewan Tediaschwili |
| 1979 | 1.    | Welt-Cup in Toledo/USA               | Schwer         | vor Bohna, USA, Barbaro Morgan, Kuba und Hiroaki Yamamoto, Japan                                                                                     |
| 1979 | 3.    | Spartakiade in Moskau                | Schwer         | hinter Ilja Mate und Magomedow, beide Sowjetunion |
| 1980 | 1.    | Welt-Cup in Toledo/USA               | Schwer         | vor Larry Bielenburg, USA, Wyatt Wishart, Kanada und Ibrahim Sarr, Senegal                                                                           |

## Sowjetische Meisterschaften
| Jahr | Platz | Gewichtsklasse | Ergebnisse                                      |
| 1970 | 1.    | Schwer         | vor Wladimir Gulutkin und Alexei Atamasow       |
| 1972 | 2.    | Schwer         | hinter Wladimir Gulutkin, vor Nikolai Muchanow  |
| 1973 | 1.    | Schwer         | vor Wladimir Gulutkin und S. Ikajew             |
| 1975 | 3.    | Schwer         | hinter Wladimir Gulutkin und Lewan Tediaschwili |
| 1978 | 3.    | Schwer         | hinter Ilja Mate und Aslanbek Bissultanow       |
| 1980 | 3.    | Schwer         | hinter Ilja Mate und Lewan Tediaschwili         |

Erläuterungen
- alle Wettkämpfe im freien Stil
- OS = Olympische Spiele, WM = Weltmeisterschaft, EM = Europameisterschaft
- Schwergewicht, damals bis 100 kg Körpergewicht